# 康京和
康京和（韩语： Gang Gyeong-hwa；1955年4月7日—），前大韓民國外交部部長，也是該国第一位女性外长。現任美國亞洲協會總裁兼首席執行官（第9任）。

## 生平
康京和1955年在首尔出生，本貫信川康氏，父亲康赞宣曾经在首尔中央广播担任播音员。自梨花女子高中毕业后考入延世大学，获得政治外交学学士学位。之后赴美留学，在马萨诸塞大学获得硕士和博士学位。
1977年在韓國放送公社英语广播担任制作人兼播音员。虽然未通过外交官资格考试，但是在1998年被特聘为外交部国际专家，並担任金大中总统的口译员。因为在与美国总统比尔·克林顿的电话通译时表现傑出，获得了金大中的信任。
2005年，康京和擔任韩国外交通商部国际机构局长。2006年9月，康京和进入联合国工作，先后担任人权事务副高级专员、人道主义协调办公室副主任、政策问题特别顾问等职务。
2017年，成为第9任联合国秘书长安东尼奥·古特雷斯的政策特别助理。古特雷斯评价康京和“有着东方的谦逊与西方的实用”。5月21日，康京和經韓國總統文在寅提名为外交部长，5月23日辭去联合国職務。
在参加国会听证前夕，康京和被揪出履历污点，包括2000年为了让大女儿就读名校而假报住址、逃税等。对此，康京和于5月29日承认假报住址一事，并且向公众致歉。2017年6月18日，總統文在寅在没有得到国会通过的情况下，直接任命康京和为外交部长。

## 任命过程中各界反应
赞成任命：
多数国民舆论，慰安妇受害者，外交人员，前任联合国秘书长科菲·安南，潘基文与時任联合国秘书长安东尼奥·古特雷斯及人权团体。
反对任命：
三大在野党自由韩国党、国民之党、正党（各在野党党员虽然有支持意见，但是以党论为主），日本政府及舆论。

## 学历
- 梨花女子高等学校（朝鲜语：이화여자고등학교）毕业
- 延世大学政治與外交学系學士
- 马萨诸塞大学阿默斯特分校大眾傳播學碩士、博士

## 履历
- KBS英语广播制作人兼播音员
- 1994年—1998年：世宗大学英语英文学教授
- 1999年—2000年：外交通商部部长輔佐官室輔佐官
- 2001年—2005年：大韩民国驻联合国代表部公使衔参赞
- 2003年：联合国妇女地位委员会主席
- 2005年：外交通商部国际组织局局长
- 2006年9月：联合国人权事务高级专员办事处副高级专员
- 2013年3月：联合国人道事务协调厅助理事务次长
- 2016年10月：联合国秘书长当选人交接委员会长
- 2017年1月—2017年5月：联合国秘书长政策特别助理
- 2017年6月18日—2021年2月9日：大韩民国第38任外交部长